# Frampol
Frampolⓘ é um município no leste da Polônia. Pertence à voivodia de Lublin, no condado de Biłgoraj. É a sede da comuna urbano-rural de Frampol.
Estende-se por uma área de 4,7 km², com 1 431 habitantes, segundo o censo de 31 de dezembro de 2021, com uma densidade populacional de 304,5 hab./km².

## Localização
Frampol está localizada na fronteira de Roztocze Zachodnie e da planície de Biłgoraj. A parte nordeste e leste da área da comuna é um fragmento do Parque Paisagístico Szczebrzeszyn, e a parte sul é uma zona protetora das Florestas Janowskie. O relevo variado é coroado pelo vale do rio Biała Łada.
Duas estradas importantes da voivodia de Lublin se cruzam em Frampol: 74 Janów Lubelski–Zamość, 835 Lublin–Biłgoraj. Distâncias dos principais centros urbanos circundantes: Lublin — 68 km, Biłgoraj — 16 km, Zamość — 47 km, Kraśnik — 49 km.
Frampol está localizada na antiga região de Lublin, que faz parte da histórica Pequena Polônia.
Nos anos de 1975−1998, a cidade pertencia à voivodia de Zamość.

## História
As origens de Frampol, devido à falta de fontes, não são explicadas definitivamente. À luz das pesquisas mais recentes, a fundação da cidade deve ser colocada na data anteriormente conhecida, mas ignorada, 1717, quando o conde Marek Antoni Butler se tornou o proprietário da propriedade Radzięcin. Na escritura de doação da paróquia de Radzięcin de 20 de outubro de 1717, Butler afirma que a nova cidade é financiada. O Dicionário Geográfico do Reino da Polônia, por sua vez, refere que Frampol foi fundada em 1705, por iniciativa de Franciszek Butler, o que, no entanto, não se confirma nas fontes históricas, não existindo o próprio Franciszek. Embora em 1708 haja uma menção nos livros de registro sobre a “cidade” de Radzięcin, e Frampol foi fundada nas terras desta aldeia. O processo de fundação foi lento, mas o nome Franopole apareceu já em 1722. O próprio nome vem do nome da esposa do fundador − Franciszka, nascida Szczuka.
Frampol foi fundada nas terras de Radzięcin, Stara Wieś e Sokołówka. Em 1735 já existia uma comunidade judaica com cemitério próprio. O centro de comércio e artesanato aqui estabelecido provavelmente nunca recebeu o privilégio de fundação, tendo sido substituído pelo privilégio de feiras concedido a Marek Antoni Butler em 31 de dezembro de 1738 pelo rei Augusto III. Em 1740, uma igreja de madeira foi construída por Józef Butler, inicialmente sob a paróquia de Radzięcin. A paróquia foi estabelecida em Frampol em 1778, e a atual igreja foi aberta aos fiéis em 1878.
Em 20 de novembro de 1773, graças ao privilégio dos proprietários, Jan Wisłocki e Anna, nascida Butler, os residentes tinham o direito de eleger vereadores.
Em 3 de junho de 1798, Antoni Wisłocki, após concluir um acordo com seu irmão Ignacy, tornou-se o único proprietário de Frampol. Nos anos seguintes, as terras da aldeia foram vendidas aos habitantes da cidade em troca de um aluguel anual.
Em Frampol, foi posto em prática um projeto teórico para um plano de cidade ideal, desenvolvido por um autor desconhecido. Em torno de uma praça quadrada, orientada conforme as direções do mundo, conectadas entre si por oito ruas que irradiam do centro da praça. A praça era cercada por quatro ruas de celeiros, que também davam acesso aos campos. O comprimento original de um lado da praça (225 m) excedeu a maior praça da Polônia e da Europa − a de Cracóvia (200 × 200 m). Atualmente, reduzida por sucessivas reformas, a praça principal de Frampol ocupa um quadrado com 140 m de lado, sendo a sua configuração espacial única no país.
A cidade era um importante centro de artesanato − principalmente tecelagem, mas também cabeleireiro e fabricação de peneiras. Como a maioria das aldeias da região, os edifícios de Frampol eram inteiramente construídos de madeira. No século XIX, a importância da cidade como centro de artesanato e comércio diminuiu. Em 1870, a cidade (como as cidades vizinhas, por exemplo, Goraj e Turobin) perdeu seus privilégios de cidade. Isso não impediu o desenvolvimento do assentamento, principalmente na produção de tecelagem. As conhecidas telas Frampol foram criadas aqui durante este período. Segundo uma descrição do início do século XX, “não há casa sem uma ou mais oficinas de tecelagem”. A produção, no entanto, era voltada principalmente para o mercado local. Em 1903, uma empresa de tecelagem foi instalada em Frampol, produzindo principalmente toalhas de mesa, além de toalhas, lenços e xales. Empregava 30 trabalhadores.
No período entre guerras, havia um Correio, Corpo de Bombeiros, Associação de Fuzileiros, Delegacia de Polícia Estatal no assentamento, além de centros de vida cultural − escola primária, biblioteca e clubes juvenis. Sua atividade pastoral é representada pela paróquia católica de São João Nepomuceno e de Nossa Senhora do Escapulário. Ao mesmo tempo, a vida social, cultural e política floresceu em Frampol entre os habitantes do assentamento. Segundo o censo de 1921, Frampol era habitada por 2 720 pessoas.

### Segunda Guerra Mundial

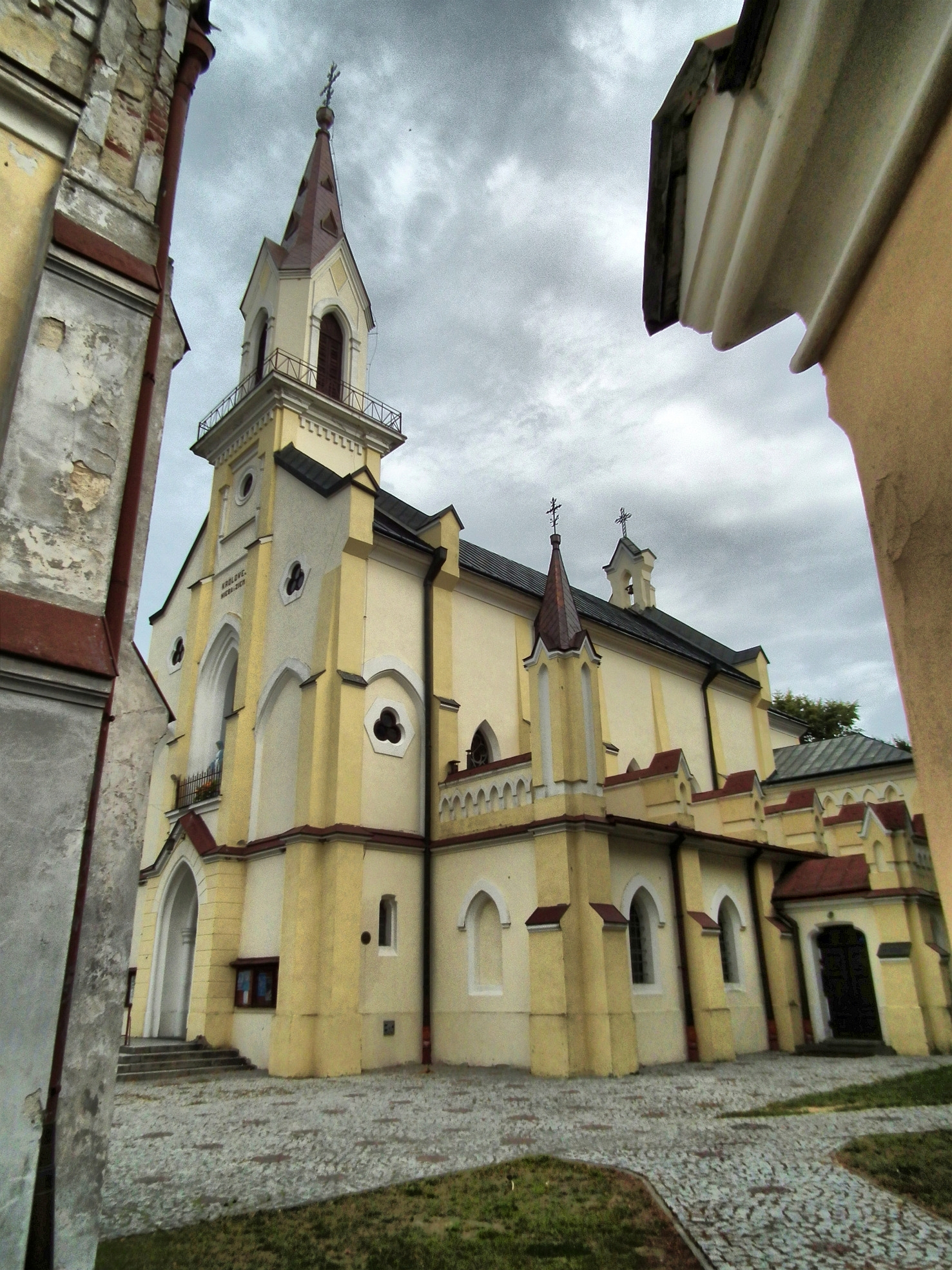
Igreja de São João Nepomuceno e de Nossa Senhora do Escapulário

No início da guerra, em 13 de setembro de 1939, Frampol foi bombardeada, embora não houvesse instalações militares aqui. Como resultado do ataque, 90% dos edifícios foram destruídos. Como se viu mais tarde, foi um bombardeio de prática da Luftwaffe.
Durante a Segunda Guerra Mundial, a área da comuna de Frampol, habitada em julho de 1942 por 8 141 pessoas, incluindo 703 judeus, foi coberta pela “Operação Reinhard” (Aktion Reinhardt) do ocupante nazista. Em 2 de novembro de 1942, o assentamento foi cercado por uma forte unidade Schupo, que começou a reunir judeus na praça principal. Os que resistiram e tentaram fugir foram baleados na hora. Os judeus assim reunidos foram enviados a pé para Zwierzyniec, e de lá de trem para o campo de extermínio em Bełżec. Por ordem do prefeito, os assassinados foram enterrados em uma vala comum localizada no cemitério judeu. De acordo com cálculos posteriores, cerca de 400 judeus morreram naquele dia e os que sobreviveram foram enviados para Bełżec. Por fim, as duas ações seguintes para capturar os judeus sobreviventes levaram ao fato de que, no final de 1942, essa comunidade estava praticamente liquidada na aldeia e em toda a comuna. Poucos habitantes, arriscando suas próprias vidas, esconderam judeus até o fim da ocupação alemã em julho de 1944. O censo de março de 1943 mostrou que 1 289 habitantes foram registrados no assentamento.
As repressões subsequentes do ocupante alemão, que cobriam Frampol e as aldeias vizinhas, foram iniciadas pela ação de deportação de codinome Werwolf (Lobisomem). Em 30 de junho de 1943, cerca de 270 habitantes do sexo masculino de Frampol foram capturados. Durante a segunda fase da operação, cerca de 150 pessoas, entre mães, crianças e idosos, foram deslocadas. Como resultado direto da operação “Lobisomem”, 2 pessoas morreram e outras duas ficaram feridas.
Após a guerra, a reconstrução do parque habitacional durou cerca de 30 anos. Em 1993, Frampol recuperou seus direitos de cidade perdidos pela ordem do czar pela participação de seus habitantes na Revolta de Janeiro. Atualmente, é uma das menores cidades da Polônia, serve como um serviço local e centro comercial.

## Monumentos, atrações turísticas
- Traçado urbano característico, praça principal
- “Edifícios celeiros” da primeira metade do século XIX
- Cemitério judaico
- Presbitério do século XIX
- Igreja paroquial neogótica do século XIX
- Escola − monumento em Frampol

## Demografia
Com uma população de 1 343 habitantes, em dezembro de 2022, a cidade era a terceira cidade menos populosa da voivodia de Lublin (depois de Józefów nad Wisłą e Goraj).
Conforme os dados do Escritório Central de Estatística da Polônia (GUS) de 31 de dezembro de 2022, Frampol é uma cidade muito pequena com uma população de 1 343 habitantes (49.º lugar na voivodia de Lublin e 944.º na Polônia), tem uma área de 4,7 km² (49.º lugar na voivodia de Lublin e 849.º lugar na Polônia) e uma densidade populacional de 288 hab./km² (35.º lugar na voivodia de Lublin e 746.º lugar na Polônia). Nos anos 2002–2021, o número de habitantes diminuiu 3,2%.
Os habitantes de Frampol constituem cerca de 1,35% da população do condado de Biłgoraj, constituindo 0,07% da população da voivodia de Lublin.
| Descrição                         | Total      | Total   | Mulheres   | Mulheres | Homens     | Homens  |
| --------------------------------- | ---------- | ------- | ---------- | -------- | ---------- | ------- |
| unidade                           | habitantes | %       | habitantes | %        | habitantes | %       |
| população                         | 1 343      | 100     | 676        | 50,3     | 667        | 49,7    |
| superfície                        | 4,7 km²    | 4,7 km² | 4,7 km²    | 4,7 km²  | 4,7 km²    | 4,7 km² |
| densidade populacional (hab./km²) | 288        | 288     | 144,8      | 144,8    | 143,2      | 143,2   |

## Divisão administrativa
| Nome    | Tipo            |
| ------- | --------------- |
| Bęben   | parte da cidade |
| Cacanin | parte da cidade |
| Fabryka | parte da cidade |

## Comunidades religiosas
A paróquia de São João Nepomuceno e de Nossa Senhora do Escapulário, na estrutura da Igreja Católica de Rito Latino, pertence à metrópole de Przemyśl, à diocese de Zamość-Lubaczów e à forania de Biłgoraj-Norte.

## Esportes

### KS Włókniarz Frampol
Em Frampol existe o Esporte Clube “Włókniarz” Frampol, um clube de futebol amador fundado em 1987. Atualmente, a equipe sênior joga na classe “A” de Zamość. O clube caracteriza-se pelo fato de estar centrado nos seus alunos. Os juniores do “Włókniarz” ocupam os lugares mais altos da liga há vários anos. Cores do time: azul-marinho e preto. “Włókniarz” joga partidas no estádio da rua Fabryczna com capacidade para 500 espectadores, localizada em Frampol.

## Galeria

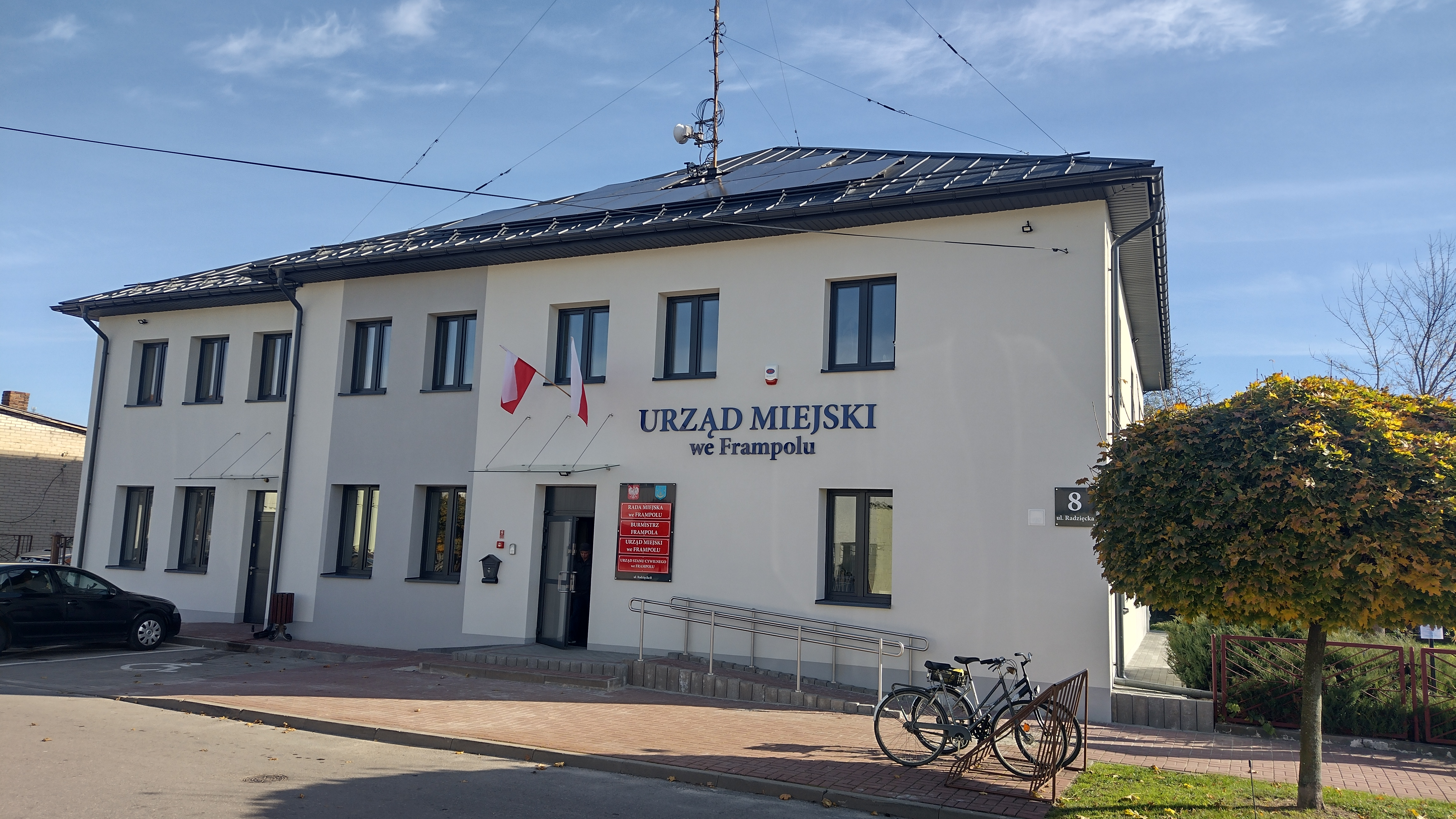
Prefeitura de Frampol
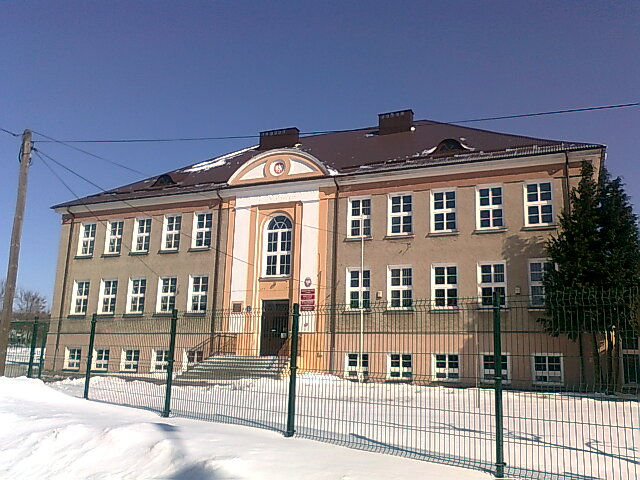
Escola na rua Gorajska
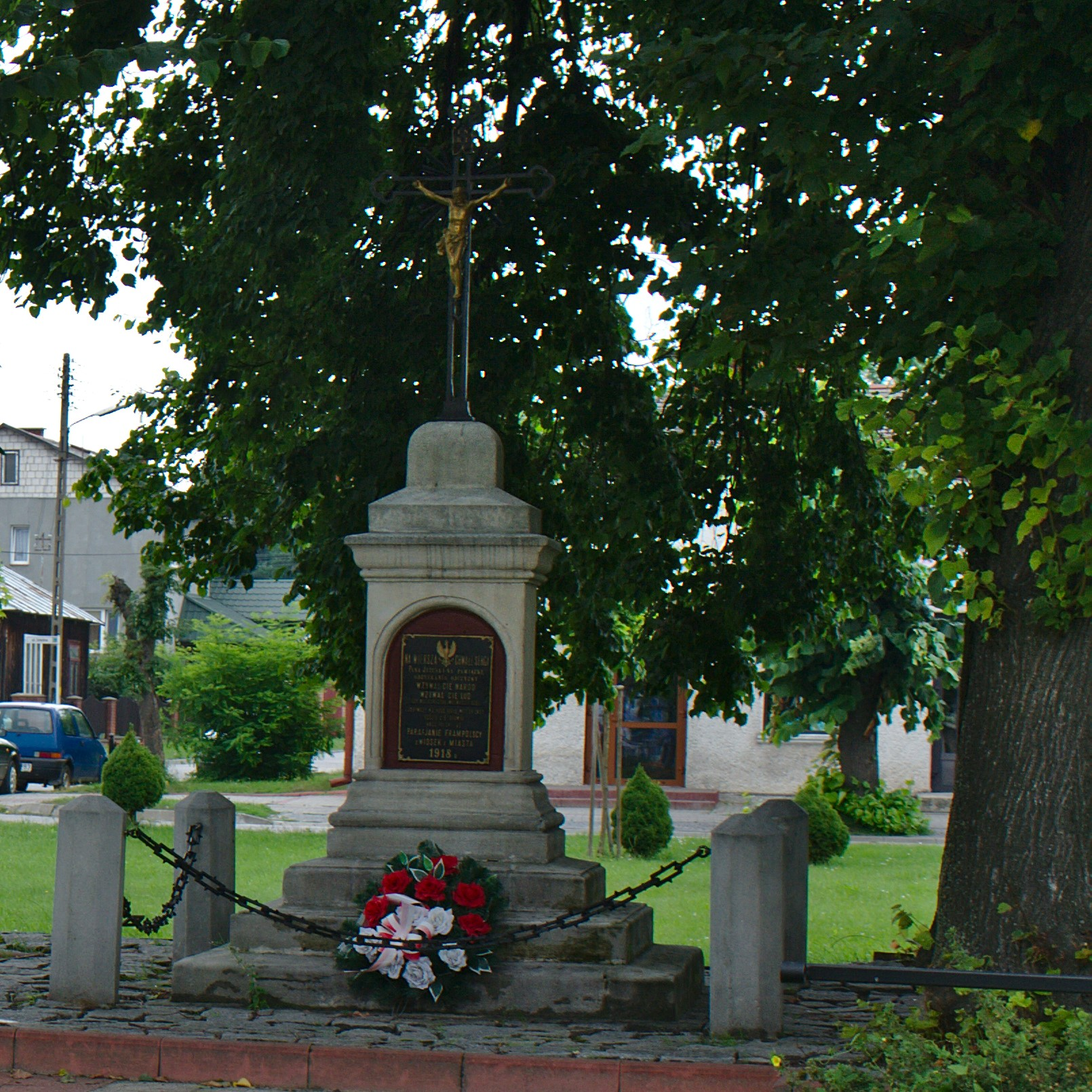
Monumento da Recuperação da Independência
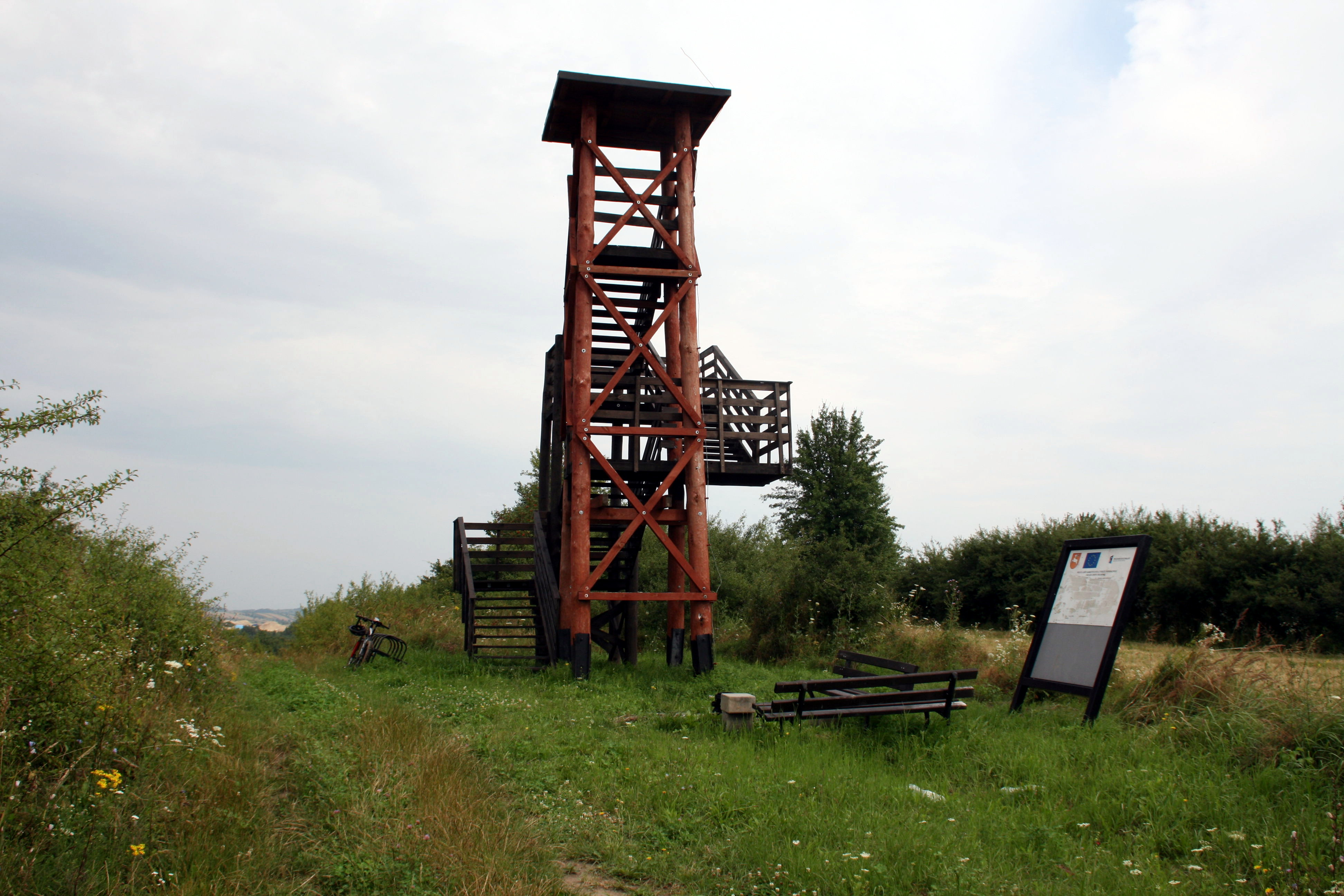
Torre de observação em uma colina acima de Frampol
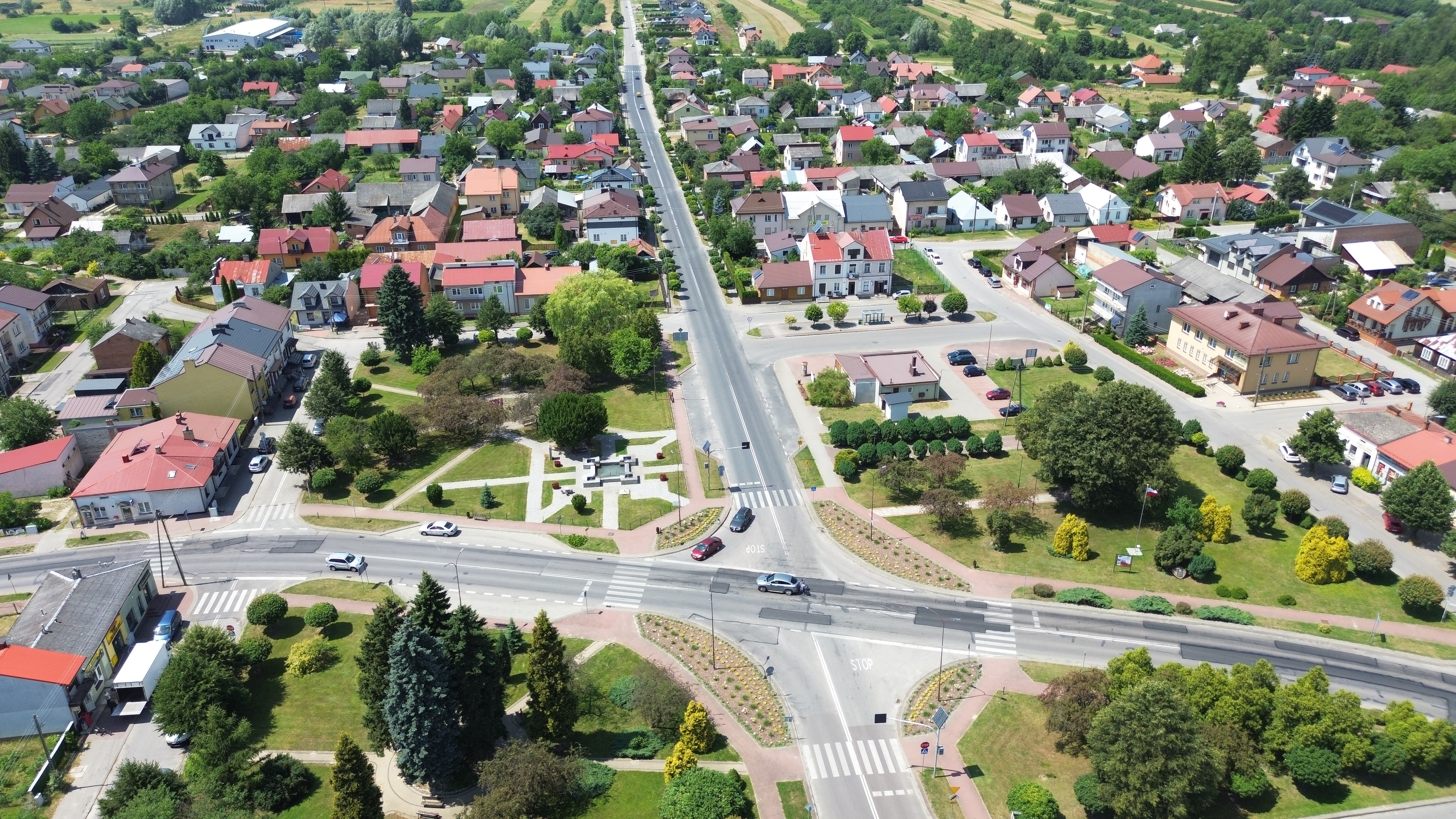
Vista aérea do Frampol